# Pacifiction
Pacifiction (franska: Pacifiction : Tourment sur les Îles) är en fransk-spansk dramathriller från 2022 i regi av Albert Serra.

## Utmärkelser
Filmen vann Louis Delluc-priset 2022.

## Roller (urval)
- Benoît Magimel – De Roller
- Sergi López – Morton
- Pahoa Mahagafanau – Shannah
- Marc Susini – amiralen
- Matahi Pambrun – Matahi
- Alexandre Mello – portugisen
- Montse Triola – Francesca